# Jean-Claude Laporte
 (avril 2025).
Motif : Absence de source centrée et de qualité montrant le respect des WP:CAA
- Archive Wikiwix
- Bing
- Cairn
- DuckDuckGo
- E. Universalis
- Gallica
- Google
- G. Books
- G. News
- G. Scholar
- Persée
- Qwant
- (zh) Baidu
- (ru) Yandex
- (wd) trouver des œuvres sur Wikidata

| 1. | Préciser le motif de la pose du bandeau. | Précisez le motif de la pose du bandeau en utilisant la syntaxe suivante : {{admissibilité à vérifier\|date=avril 2025\|motif=remplacez ce texte par le motif}}                          |
| 2. | Informer les utilisateurs concernés.     | Pensez à avertir le créateur de l'article, par exemple, en insérant le code ci-dessous sur sa page de discussion : {{subst:avertissement admissibilité à vérifier\|Jean-Claude Laporte}} |

Pour les articles homonymes, voir Laporte.
Jean-Claude Laporte est un vielliste contemporain né en 1944[Où ?].

## Biographie
Initié à la vielle dès l'âge de six ans par Gaston Guillemain (1877-1966), Laporte fut, selon la légende, le « plus jeune vielleux de France ».
En 1968, il fonde le groupe d'arts et traditions populaires La Chaînée castelloise, au Châtelet-en-Berry (Cher) et forme les jeunes vielleux au sein de celui-ci.
Il co-animera avec André Dubois, grande figure de la vielle sur Sancerre, des stages mis en place par la Direction régionale de la Jeunesse et des Sports et présidera pendant quelques années l'Amicale des vielleux et cornemuseux du Centre, créée en 1964.
Le jeu de vielle de Laporte est reconnu par ses pairs pour sa finesse et sa virtuosité. Il est un des rares viellistes actuels de haut niveau à encore travailler le répertoire traditionnel.
Accompagné de Magali Bordat (vielle à roue, guitare) et de Delphine Bordat (cornemuse, accordéon diatonique, flûte traversière), il crée le groupe Coup de 4 en 1998.